# Локридж (Айова)
Локридж (англ. Lockridge) — місто (англ. city) в США, в окрузі Джефферсон штату Айова. Населення — 244 особи (2020).

## Географія
Локридж розташований за координатами 40°59′37″ пн. ш. 91°44′57″ зх. д. / 40.99361° пн. ш. 91.74917° зх. д. (40.993701, -91.749221).  За даними Бюро перепису населення США в 2010 році місто мало площу 1,93 км², уся площа — суходіл.

## Демографія
Згідно з переписом 2010 року, у місті мешкало 268 осіб у 107 домогосподарствах у складі 77 родин. Густота населення становила 139 осіб/км².  Було 123 помешкання (64/км²).
Расовий склад населення:
| - 96,6 % — білих - 3,4 % — осіб інших рас |

До двох чи більше рас належало 0,0 %. Частка іспаномовних становила 4,5 % від усіх жителів.
За віковим діапазоном населення розподілялося таким чином: 26,1 % — особи молодші 18 років, 63,8 % — особи у віці 18—64 років, 10,1 % — особи у віці 65 років та старші. Медіана віку мешканця становила 39,0 року. На 100 осіб жіночої статі у місті припадало 109,4 чоловіків;  на 100 жінок у віці від 18 років та старших — 108,4 чоловіків також старших 18 років.
Середній дохід на одне домашнє господарство  становив 44 875 доларів США (медіана — 37 500), а середній дохід на одну сім'ю — 53 159 доларів (медіана — 45 313). Медіана доходів становила 41 500 доларів для чоловіків та 28 750 доларів для жінок. За межею бідності перебувало 18,0 % осіб, у тому числі 22,2 % дітей у віці до 18 років та 8,2 % осіб у віці 65 років та старших.
Цивільне працевлаштоване населення становило 139 осіб. Основні галузі зайнятості: виробництво — 16,5 %, мистецтво, розваги та відпочинок — 15,8 %, роздрібна торгівля — 12,9 %, будівництво — 10,8 %.